# Alexander Mackendrick
Alexander Mackendrick (Boston, Massachusetts, 8 de setembre del 1912 – Los Angeles, Califòrnia, 22 de desembre del 1993) va ser un director de cinema estatunidenc i d'ascendència escocesa.

## Biografia
Alexander Mackendrick va néixer a Boston, en l'estat de Massachusetts. Va ser el fill únic de Francis Robert Mackendrick i de Martha Mackendrick. Originaris de Glasgow, Escòcia, havien emigrat als Estats Units el 1911. El seu pare, enginyer civil, treballava en la construcció naval. Quan Mackendrick només tenia sis anys, el seu pare va morir afectat per la grip «espanyola» que va castigar el món sencer després de la Primera Guerra mundial. La seva mare, que havia de trobar imperativament treball, va determinar esdevenir modista. Per atènyer aquest objectiu, Martha va haver de cedir la custòdia del seu fill a l'avi d'aquest, qui vivia a Escòcia; és així com als set anys el jove Mackendrick torna a la terra dels seus avis. Mai més havia de tornar a veure la seva mare, ni fins i tot sentir parlar d'ella.
El jove Alexander Mackendrick va tenir una infantesa molt desgraciada i solitària.
Va anar a l'escola de Hillhead de 1919 a 1926, després va començar dels estudis d'art a la Glasgow School of Art. Al començament dels anys 1930, Mackendrick va instal·lar-se a Londres per treballar com a director artístic per a l'agència de publicitat J. Walter Thompson. Entre 1936 i 1938, Mackendrick va ser l'autor del guió de cinc publicitats cinematogràfiques. Més tard, va parlar d'aquesta experiència com inestimable, tot i que sempre va sentir un extrem fàstic per a la indústria en si mateixa. El 1937, Mackendrick va escriure el seu primer guió per al cinema Midnight Menace , amb qui era alhora el seu cosí i l'amic proper, Roger MacDougall. Més tard, aquest guió havia de ser comprat per l'Associated British Picture Corporation.
Al Començament de la Segona Guerra Mundial, Mackendrick va ser contractat pel Ministeri de la Informació per realitzar pel·lícules de propaganda probritànica. El 1942, es va quedar en principi a Alger, per anar després a Itàlia, on va treballar amb la Psychological Warfare Division - la Divisió de la guerra psicològica. Aleshores va rodar pel·lícules d'actualitat, documentals, octavetes, va participar en actualitats radiofòniques. El 1943, s'havia convertit en el director de la unitat de cinema, i és aquest títol el que va donar l'aval per a la producció del clàssic de Roberto Rossellini, Roma, ciutat oberta.
Un cop acabada la guerra, Mackendrick i el seu cosí Roger MacDougall es van incorporar a la companyia Merlin Productions, en el marc de la qual van produir documentals per al Ministeri d'Informació. Però Merlin Productions es va revelar ser una empresa poc rendible, tant que el 1946, Mackendrick va marxar als estudis Ealing, per als quals havia de treballar nou anys. Al començament, treballava amb storyboards, però va aconseguir ascendir per acabar escrivint i realitzant les seves pròpies pel·lícules, entre les quals, Whisky Galore (1949), The Man in the White Suite , (1951) i The Ladykillers , (1955).
El 1955, Mackendrick va marxar de la Gran Bretanya cap a Hollywood. De fet, havia de passar la resta de la seva vida professional viatjant entre Londres i Los Angeles.
Mackendrick comença la seva carrera americana dirigint Sweet Smell of Success, 1957, una pel·lícula produïda per Hecht-Hill-Lancaster (HHL-Norma Productions). Aquesta pel·lícula, que havia de tenir un cert èxit de públic, té per protagonista un agent de premsa - Tony Curtis - embarcat en un complot maquinat per un editorialista influent -Burt Lancaster - que espera posar fi a la relació que té la més jove de les seves germanes amb un músic de jazz. Les relacions van ser bastant agitades entre Mackendrick i els productors de la pel·lícula, ja que el costat perfeccionista del director no era sense irritar aquests últims. Després de Sweet Smell of Success , Mackendrick va tornar a la Gran Bretanya per posar en escena, el 1959, la seva segona pel·lícula de la HHL, The Devil's Disciple , però va deixar-ho després a penes d'un mes de rodatge a causa de les tensions que covaven des de la primera col·laboració, i Guy Hamilton va ser cridat per reemplaçar-lo. L'experiència va marcar profundament Mackendrick.
Després d'aquesta decepció, Mackendrick va dirigir diversos anuncis publicitaris per la televisió per a Horlicks. Va tenir tanmateix l'ocasió realitzar una maneta de pel·lícules en els anys 1960, entre les quals Sammy va cap al sud (1963), A High Wind in Jamaica , 1965) o Don't Make Waves , 1967).
El 1969, va tornar als Estats Units després d'haver estat honorat amb el títol de degà de l'escola de cinema del California Institute of the Arts. Va abandonar el lloc el 1978 per ser professor. No és difícil comprendre la raó que va empènyer Mackendrick a deixar la realització per a l'ensenyament. «Gastava més energia a negociar això o allò, que a posar en escena. » Quan els estudis Ealing van ser posats en venda, Mackendrick tenia de cop la via lliure per perseguir una carrera com a director independent, però és una cosa per a la qual no estava preparat:
| « | «Als estudis Ealing... era un nen horriblement aviciat, ja que em treia de les meves espatlles el pes de tots els problemes logístics i financers, quan ni tan sols no podia determinar la pel·lícula que volia fer. He trobat més satisfacció en l'ensenyament... I simplement perquè, quan el món que havia conegut a Ealing s'ha enfonsat, he descobert a Hollywood que, per fer pel·lícules, cal ser un excel·lent negociador... cosa per a la qual no tinc cap talent. M'he adonat que no era la meva cosa i, per tant, he marxat. » | » |

Patint un greu emfisema, Mackendrick va quedar impossibilitat de tornar a Europa durant la major part del temps que va passar ensenyant. Va continuar exercint aquesta activitat fins que una pneumònia li fos fatal, el 1993. Les seves despulles descansen al Memorial Park Cemetery de Westwood Village.
Entre els que van poder gaudir de l'ensenyament de MacKendrick, es poden citar alguns noms més o menys coneguts: Doug Campbell, Terence Davies, Don Device, F. X. Feeney, Richard Jefferies, James Mangold, Stephen Mills, Thom Mount, Sean Daniel, Bruce Berman, Gregory Orr, Don Di Pietro, Michael Pressman, Douglas Rushkoff, i Lee Sheldon, entre d'altres.

## Filmografia

### Director
- 1949: Whisky galore
- 1951: L'home del vestit blanc (The Man in the White Suit)
- 1952: Mandy
- 1954: The Maggie
- 1955: The Ladykillers
- 1957: Xantatge a Broadway (Sweet Smell of Success)
- 1959: The Devil's Disciple co-dirigida per Guy Hamilton — Mackendrick no surt als crèdits
- 1961: Els canons de Navarone (The Guns of Navarone) co-dirigida per Jack Lee Thompson — Mackendrick no surt als crèdits
- 1963: Sammy va cap al sud
- 1964: The Defenders
- 1965: Vent a les veles (A High Wind in Jamaica)
- 1967: Oh Dad, Poor Dad, Mama's Hung You in the Closet and I'm Feeling So Sad (No surt als crèdits)
- 1967: No feu onades (Don't Make Waves)

### Guionista
- 1941: Carnival in the Clothes Cupboard
- 1943: Train Trouble
- 1948: Saraband for Dead Lovers
- 1950: The Blue Lamp
- 1950: Dance Hall
- 1951: L'home del vestit blanc (The Man in the White Suit)
- 1954: The Maggie
- 1957: Sweet Smell of Success (No surt als crèdits)

## Premis i nominacions

### Premis
- 1952: Gran Premi del Jurat (Festival de Venècia) per Mandy

### Nominacions
- 1953: Oscar al millor guió per L'home del vestit blanc
- 1952: Lleó d'Or per Mandy